# 가우룽역

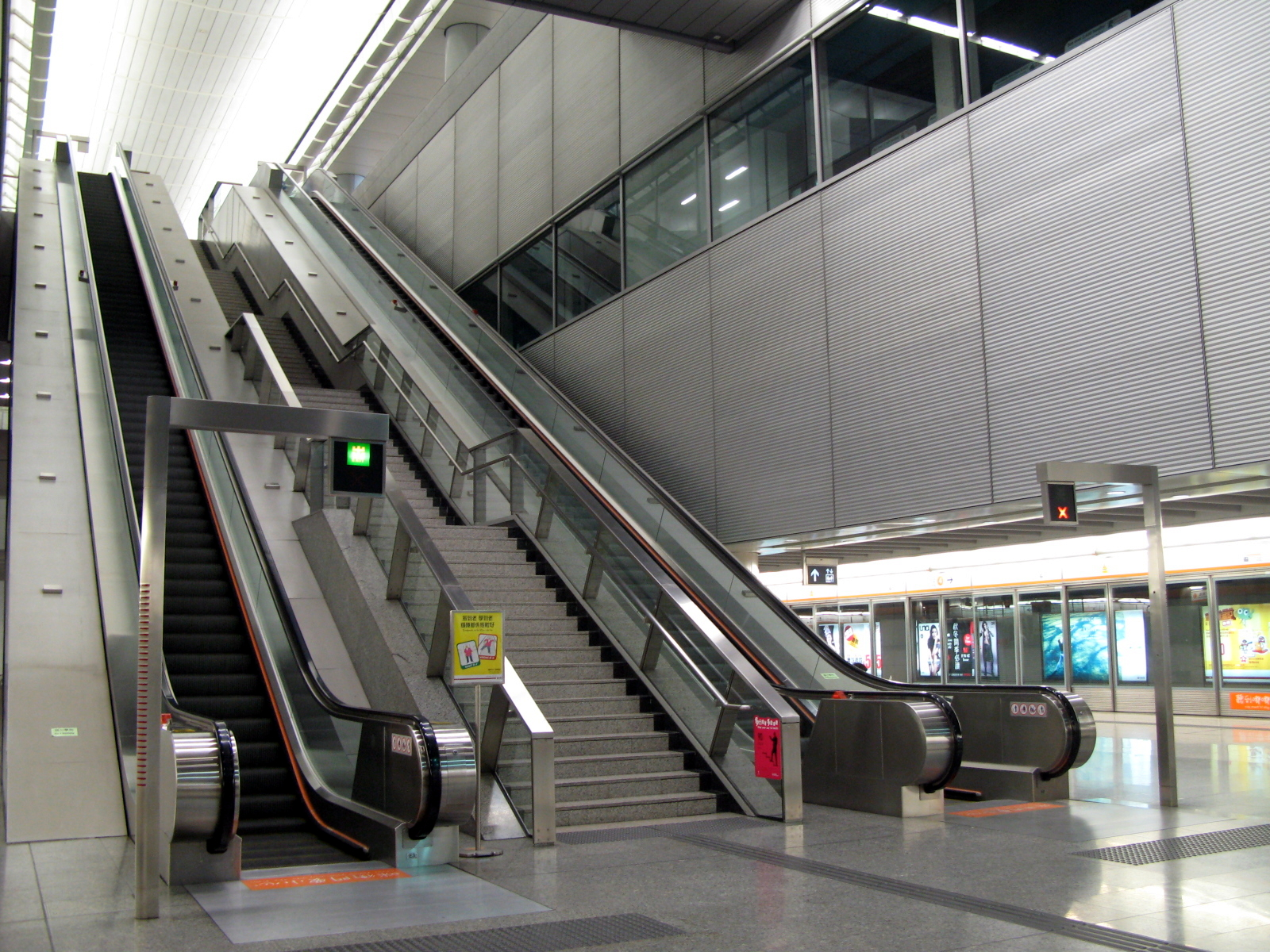
에스컬레이터

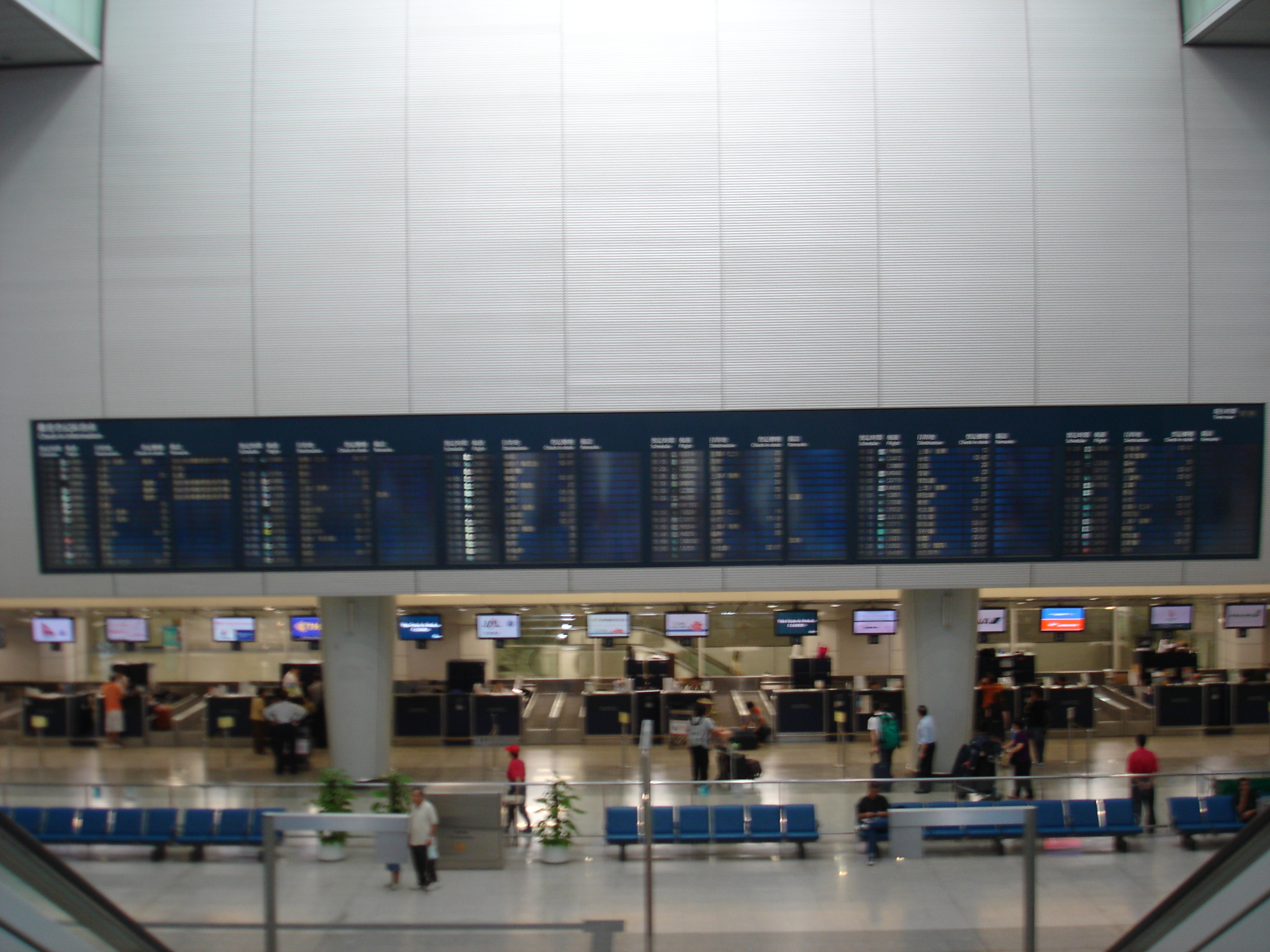
공항철도 체크인 데스크 (윈퐁 쇼핑센터)

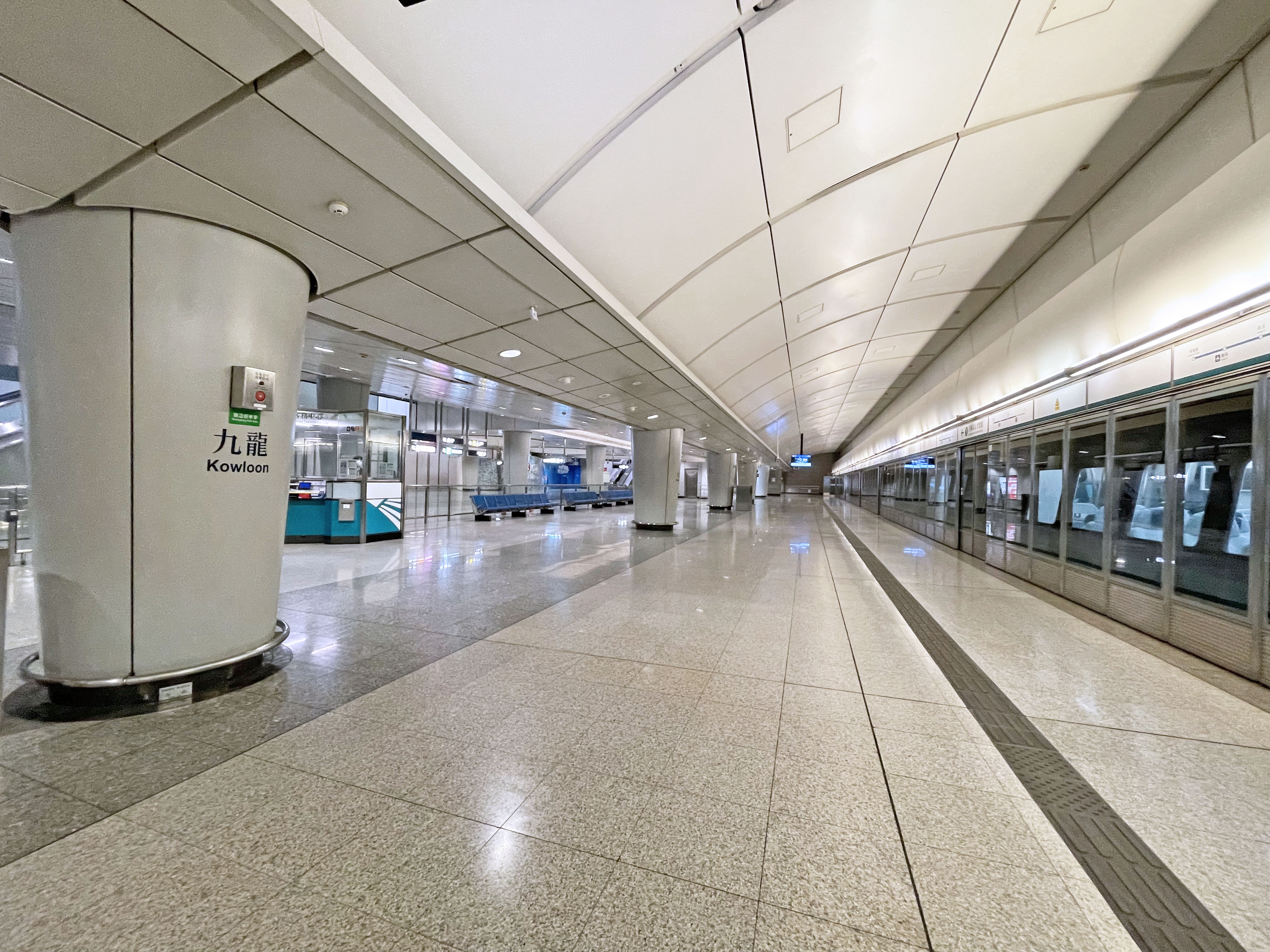
1번 승강장 (공항철도)

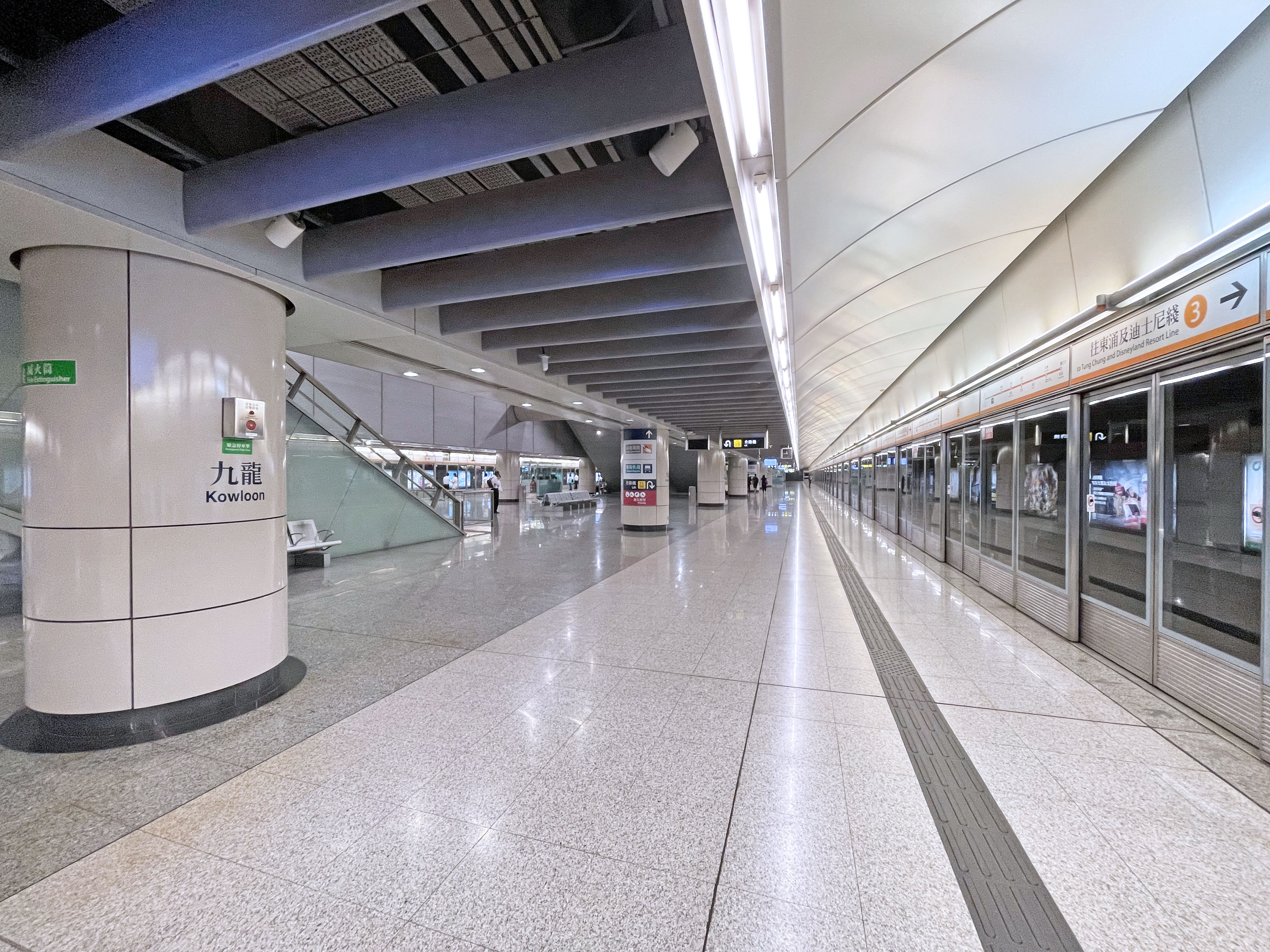
3번 승강장 (둥충 선)

가우룽역 (중국어 정체자: 九龍, 광둥어 예일: Gáulùng, Kowloon)은 홍콩 MTR의 역으로, 둥충 선과 홍콩 공항철도가 지나간다. 췬완 선의 조던 역과는 1km 이내의 거리에 있다. 1998년에 문을 열었다.
역내에는 홍콩 국제공항로 가는 승객들을 위해 인타운 체크인 서비스가 있으며, 짐사저이/야우마데이 지역의 주요 호텔로 향하는 무료 셔틀버스 정류장이 있다. 역 중앙홀에는 윈퐁 쇼핑센터로 바로 연결되는 에스컬레이터가 설치되어 있다.

## 역사
가우룽 역은 TFP 패럴스가 설계를 맡았다. 계획단계에서는 '사이가우룽 역' (西九龍站, West Kowloon Station)으로 명명되었다. 1998년 6월 22일 둥충 선 개통과 함께 해당 승강장이 문을 열었으며, 며칠 후인 7월 6일에는 공항철도 승강장이 문을 열었다.
2000년 9월에는 '딕슨 사이버익스프레스' (Dickson CyberExpress, 迪生數碼世界)라는 이름의 쇼핑센터가 새로 문을 열었다. 지하역 위에 4층 높이에 면적 6,500m²의 규모를 자랑하던 백화점이었지만 예상 이용객에 크게 못 미치면서 사업도 지지부진했다. 개장 반년 후에는 운영사에서 사업규모를 축소해, 4층 규모를 3층으로 줄이고 쇼핑구역을 합치는 것으로 계획하였다. 하지만 당시 역부근 유동인구가 적었던데다 불경기까지 겹쳐 여전히 사업이 지지부진하면서, 결국 2005년에 완전히 폐쇄되었다. 지금은 같은 자리에 윈퐁 쇼핑센터가 새로 들어서 있다.
가우룽 역은 한때 계획되었으나 폐기된 둥가우룽 선의 종착역으로 낙점되기도 했다. 당시 계획에서는 둥충선 승강장 아래에 마련된 한정 공간을 활용하고자 했다. 이밖에도 현재 가우룽 역은 서철선의 오스틴 역과 인도교로 연결되어 있으며, 미래에는 광저우-선전-홍콩 고속철도 홍콩구간의 사이가우룽 역과 연결될 예정이다.

## 역 구조
가우룽 역의 둥충 선과 공항철도 승강장은 별개의 운임 구역으로 분리되어 있다. 2번 승강장은 홍콩 국제공항에서 오는 승객 전용 승강장이나 월요일부터 토요일까지 아침시간대에는 모닝익스프레스 티켓을 끊은 사람이라면 이 승강장에서 홍콩 역까지 이동할 수 있다.
| U5             | 주거·상업 구역             | 출구, 유니온 스퀘어, 해변산책로, 소렌토           |
| U5             | 주거·상업 구역             | 하버사이드, 아치, 국제무역센터, 틴사이 타워       |
| U4             |                            |                                                   |
| 둥충 선 중앙홀 | 출구, 윈퐁 쇼핑센터        |                                                   |
| U3             | 공항철도 중앙홀            | 출구, 윈퐁 쇼핑센터                               |
| U3             | 둥충 선 중앙홀             | 출구, 윈퐁 쇼핑센터, U5로 가는 에스컬레이터       |
| G              | 공항철도 체크인            | 고객 서비스, 드롭오프 구역, 인타운 체크인, 수하물 |
| G              | 공항철도 체크인            | MTR샵, 자판기, 화장실, 파출소                     |
| G              | 둥충 선 중앙홀             | 출구, 고객 서비스, 주차장, 화장실                 |
| G              | 둥충 선 중앙홀             | 공항철도 셔틀버스, 대중교통 환승장                |
| G              | 둥충 선 중앙홀             | MTR샵, 항셍은행, ATM                              |
| L2 승강장      | 공항철도 중앙홀            | 고객 서비스, 드롭오프 구역, 화장실                |
| L2 승강장      | 상대식 승강장, 왼쪽 문열림 |                                                   |
| L2 승강장      | 승강장 1                   | → ■ 공항철도 아시아월드 엑스포 역 방면 (칭이) →   |
| L2 승강장      | 승강장 2                   | ← ■ 공항철도 홍콩 역 방면 (종착역)                |
| L2 승강장      | 상대식 승강장, 왼쪽문 열림 |                                                   |
| L2 승강장      | 공항철도 중앙홀            | 고객서비스, 택시 정류소, MTR샵, 화장실            |
| L4 승강장      | 승강장 3                   | → ■ 둥충 선 둥충 방면 (올림픽)→                   |
| L4 승강장      | 섬식 승강장, 오른쪽문 열림 |                                                   |
| L4 승강장      | 승강장 4                   | ← ■ 둥충 선 홍콩 방면 (종착역)                    |
| -              | 한정공간                   | 사이가우룽 선용 예비승강장                        |

## 출입구
홍콩 공항철도 인타운 체크인 (G)
- 사이가우룽 해변산책로
  - 서구해저터널 버스정류장, 사이가우룽 해변산책로

둥충 선 중앙홀 (G)
- A - 역 주차장
- B - 공항철도 셔틀버스
- C / D - 윈퐁 쇼핑센터
  - C1 - 대중교통 환승장, 택시 정류장, 윈퐁 쇼핑센터, 국제무역센터
  - C2 - 소렌토, 더 아치, 더 하버사이드, 더 워터프론트
  - D1 - 윈퐁 쇼핑센터
  - D2 - 소렌토, 국제무역센터, 더 아치, 더 하버사이드, 더 워터프론트